# Gökbudak, Pervari
Gökbudak là một xã thuộc huyện Pervari, tỉnh Siirt, Thổ Nhĩ Kỳ. Dân số thời điểm năm 2008 là 1.449 người.